# Římskokatolická farnost Homole u Panny
Římskokatolická farnost Homole u Panny (lat. Hummla) je církevní správní jednotka sdružující římské katolíky na území obce Homole u Panny a v jejím okolí. Organizačně spadá do litoměřického vikariátu, který je jedním z 10 vikariátů litoměřické diecéze. Centrem farnosti je kostel svatého Pia V. v Homoli u Panny.

## Historie farnosti
První zmínka o farní lokalitě Homole u Panny pochází z roku 1407. V roce 1786 zde byla zřízena lokálie a duchovní správu zajišťovali kaplani. Od roku 1787 jsou vedeny matriky. Vlastní farnost byla zřízena od roku 1852.

### Duchovní správcové vedoucí farnost
Začátek působnosti jmenovaného v duchovní správě farnosti od roku:
- 1787   cap. loc. Ignat. Schuster
- 1791   cap. loc. Jos. Pollay, † 29. 9. 1819
- 1795   cap. loc. Jos. Simm, † 23. 10. 1808
- 1796   cap. loc. Georg. Wahner, † 8. 6. 1833
- 1804   cap. loc. Anton. Pius Gottlieb O.Carm., n. 4. 4. 1757 Prag., o. 4. 10. 1784, † 27. 11. 1836
- 1835   cap. loc. vacat
- 1836   cap. loc. Franc. Schindler, n. 5. 3. 1798 Hummel, o. 24. 8. 1821, † 14. 2. 1846
- 1841   cap. loc. vacat
- 1842   cap. loc. Franc. Worwansky, n. 5. 1. 1800 Leipa, o. 7. 9. 1823, † 9. 1. 1858
- 1849   cap. loc. Jos. Sehrig, n. 1. 2. 1796 Kunratice, o. 24. 8. 1819
- 1853   proto-par. (1. farář) Jos. Sehrig, n. 1. 2. 1796 Kunratice, o. 24. 8. 1819, † 12. 4. 1856
- 1857  Anton. Langer, n. 9. 11. 1817 Kozly, o. 7. 8. 1842, † 9. 12. 1904
- 1900   Gustav Schramek, n. 30. 8. 1858 Bilin, o. 11. 5. 1884, † 19. 2. 1914
- 1908   Henr. Müller, n. 21. 11. 1870 Wiesenthal, o. 17. 6. 1894, † 29. 1. 1911
- 1912   Raim. Vogel, n. 18. 4. 1880 Blottendorf, o. 18. 3. 1905, † 8. 1. 1956
- 1915   Jos. Schober, n. 3. 3. 1872 Budweis., o.  11. 7. 1896, † 21. 2. 1940
- 1920   Otto Vogel, n. 7. 11. 1890 Blottendorf, o. 13. 7. 1913, † 13. 6. 1984
- 1924   Jos. Plescher, n. 20. 10. 1882 Suttom, o. 17. 7. 1910, † 3. 7. 1969
- 1925   Oscar Fuchs, n. 27. 4. 1893 Brüx, o. 2. 6. 1918, † 12. 9. 1952
- 1. 12. 1939 Leo Hatscher, n. 16. 12. 1889 Klein Teuplitz, o. 23. 7. 1913, † 25. 2. 1974
- 1. 10.1946  Alfons Václav  O.P.
- 1. 4. 1949   Efrém Václav Chocholoušek O.P.
- 1. 8.  1950   Klement Ruisl
- 1. 2.  1951   Jan Veselka
- 1. 10. 1951  František Krátký
- 5. 10. 1952  Bohumil Landsmann CSsR, n. 5. 2. 1916 Jestřebí, o. 29. 6. 1941, † 9. 10. 1984 Kadaň
- 29. 1. 1954  Milík Blahák
- 1. 9.  1956   Josef Vadovič
- 15. 10. 1958 Ladislav Cikryt
- 1. 9.  1966  Jaroslav Rusňák
- 1. 2.  1969    František Gavlák
- 25. 2. 1981   Ján Anton Danišovič OFM
- 1. 2.  1992   Karel Havelka, admin. exc. z Litoměřic, po r. 2009 z Žitenic[3]

Kromě kněží stojících v čele farnosti, působili ve farnosti v průběhu její historie i jiní kněží. Většinou pracovali jako farní vikáři, kaplani, katecheté, výpomocní duchovní aj.

## Území farnosti
Do farnosti náleží území těchto obcí:
- Homole u Panny (Hummel[p 2])
- Babiny II (Babina[p 2])
- Bláhov (Plahof[p 2])
- Doubravice (Tauberwitz[p 2])
- Haslice (Hasslitz[p 2])
- Lhota pod Pannou (Deutsch Welhota[p 2])
- Nová Ves u Pláně (Neudörfel[p 2])
- Pláň (Plan[p 2])
- Suletice (Solutitz[p 2])

## Římskokatolické sakrální stavby na území farnosti
| | Fotografie | Stavba                    | Místo          | Bohoslužby                      | Zeměpisné souřadnice             | Status               | Číslo kulturní památky           |
| Kostel | Kostel     | Kostel                    | Kostel         | Kostel                          | Kostel                           | Kostel               | Kostel                           |
| --- | ---------- | ------------------------- | -------------- | ------------------------------- | -------------------------------- | -------------------- | -------------------------------- |
| 1. |            | Kostel sv. Pia V.         | Homole u Panny | bližší informace o bohoslužbách | 50°37′43″ s. š., 14°11′9″ v. d.  | farní kostel         | 10222/5-5599 (Pk•MIS•Sez•Obr•WD) |
| Kaple |            |                           |                |                                 |                                  |                      |                                  |
| 2. |            | Kaple                     | Bláhov         | bohoslužby příležitostně        | 50°38′ s. š., 14°12′7″ v. d.     | obecní kaple         | —                                |
| 3. |            | Kaple sv. Jakuba          | Doubravice     | bližší informace o bohoslubách  | 50°37′46″ s. š., 14°12′36″ v. d. | obecní kaple         | —                                |
| Zaniklé objekty |            |                           |                |                                 |                                  |                      |                                  |
| 4. |            | Kaple Nejsvětější Trojice | Suletice       | nelze sloužit                   |                                  | zaniklá obecní kaple | —                                |
| Některé drobné sakrální stavby a pamětihodnosti lze dohledat zde v databázi Drobné sakrální památky Zaniklé sakrální stavby lze dohledat zde v databázi Poškozené a zničené kostely, kaple a synagogy v České republice |            |                           |                |                                 |                                  |                      |                                  |

Ve farnosti se mohou nacházet i další drobné sakrální stavby, místa římskokatolického kultu a pamětihodnosti, které neobsahuje tato tabulka.

## Příslušnost k farnímu obvodu
Z důvodu efektivity duchovní správy byl vytvořen farní obvod (kolatura) farnosti Žitenice, jehož součástí je i farnost Homole u Panny, která je tak spravována excurrendo.